# Crédito con Garantía del Estado
El Crédito con Garantía del Estado, también conocido como Crédito con Aval del Estado (CAE), es un crédito universitario establecido en Chile en junio de 2005 mediante la ley N.° 20.027, redactada y aprobada bajo el gobierno de Ricardo Lagos. Consiste en la entrega de un crédito otorgado por el sistema financiero a las instituciones de educación superior (IES).
El beneficio va dirigido para aquellos alumnos con dificultades económicas para financiar sus estudios y que desean ingresar o continuar sus estudios de educación superior.

## Historia

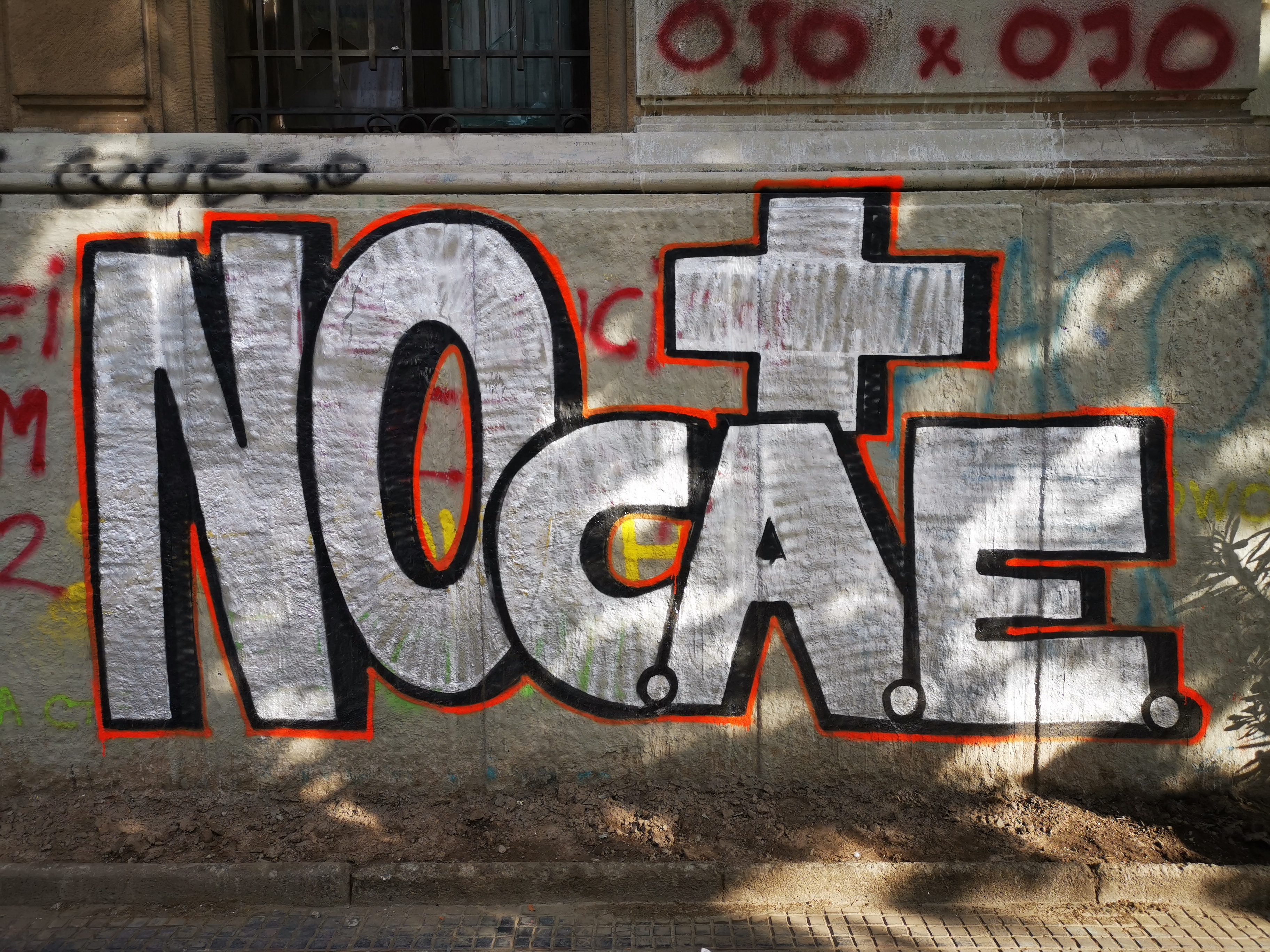
Grafiti contra el CAE en las protestas de 2019.

Una vez terminada la Gratuidad en la Educación Superior con la contrarreforma universitaria de 1981 impulsada por la dictadura militar, la única alternativa para los estudiantes más vulnerables económicamente, era postular para el Fondo Solidario de Crédito Universitario, que solo beneficiaba a los alumnos de las 25 universidades tradicionales del Consejo de Rectores de las Universidades Chilenas y que solo cubría un porcentaje del arancel, según la acreditación económica del estudiante. Las universidades privadas, los centros de formación técnica (CFT) y los institutos profesionales (IP), así como el resto de los estudiantes de educación superior no tenían acceso a este tipo de financiamiento por cursar sus estudios en una institución privada, lo que obligaba a apoderados y alumnos a endeudarse en créditos privados con la banca, o recurrir a prestamistas informales.
En el año 2005, en la transición a la democracia, el gobierno instauro un sistema de créditos con garantía del Estado para estudios superiores, con el fin de sustituir parcialmente el actual Fondo Solidario y extender la cobertura del sistema de crédito existente hacia las universidades privadas, aumentar la cobertura al acceso a la educación superior y su porcentaje de cobertura.
Esto mediante la ley N.° 20.027, promulgada el 1 de junio del 2005.
Cumpliendo el objetivo de la cobertura, la matrícula de educación superior en 2005 era de 663 583 estudiantes, luego de implementar el CAE al año 2016 creció a 1 161 222 estudiantes, un 82 %.[cita requerida]

## Crédito con Aval del Estado (CAE)

### Proyecto original
El crédito es entregado por un sistema financiero que está respaldado por la institución en la que estudia el alumno y garantizado por el Estado el cual será aval del beneficiario hasta que este haya pagado por completo su deuda. Está expresamente prohibido exigir otro aval que no sea el Estado. Además el alumno, una vez que firma el contrato es el único responsable de pagar el crédito.
El alumno puede pedir como monto mínimo 200.000 pesos chilenos, aproximadamente 300 dólares americanos, y como máximo el 100% del arancel de referencia, establecido cada año por el Ministerio de Educación para cada carrera e institución. El arancel de referencia normalmente es menor que el arancel real, el resto del dinero lo debe financiar el alumno.
Inicialmente la tasa de interés del CAE era de un 5,8% a diferencia del “Fondo Solidario de Crédito Universitario” para universidades tradicionales que es de un 2%.[cita requerida]
Cuando el beneficio se asigna, éste se extiende por toda la carrera, sin embargo, el beneficiario debe renovar el crédito cada año y matricularse en su casa de estudios en los plazos establecidos. Al momento de renovar el crédito, el alumno puede pedir el monto que estime respetando el monto mínimo y el máximo de dinero que puede pedir.
A partir del segundo año el alumno puede decidir que no requiere financiamiento del crédito para cubrir algunos de los años de su carrera, al momento de renovar el alumno puede pedir valor cero, sin perder su crédito, lo que significará que el costeará por su cuenta aquellos años de estudio.
El beneficiario tiene derecho a cambiarse una sola vez de carrera sin perder el crédito y sin importar que a la vez se haya cambiado de institución. Para eso debe matricularse en un plazo máximo de un año desde que abandona la carrera anterior, de lo contrario será declarado desertor académico. También debe asegurarse de que la nueva casa de estudios también forme parte del Sistema de Crédito con Garantía Estatal y lo acepta como un estudiante matriculado con el crédito.
El alumno además puede seguir una carrera profesional al terminar una carrera técnica, con el mismo beneficio o con un segundo crédito.[cita requerida]
El ministro de Educación anunció el pasado 23 de abril de 2012 que las entidades bancarias privadas se van a excluir del financiamiento.
El CAE se otorga en UF, está afecto al Impuesto de Timbres y Estampillas, el alumno lo puede pagar a 12, 15 y 20 años, dependiendo de cuánto dure la carrera, del nivel de estudios y del monto total que adeudará. A menor monto, menor es el plazo de pago. 
La tasa de interés es de un 5,8% pero a partir del 2012 la tasa de interés será de 1UF + 2% anual.
En caso de cesantía o si la cuota supera el 50% del ingreso del alumno deudor, hay posibilidad de suspender el pago de la deuda por un plazo máximo de un año.
El cobro del Crédito se hace efectivo después 18 meses de la fecha de egreso de la carrera.
El alumno egresado puede solicitar la suspensión del pago del Crédito por un plazo máximo de tres años si acredita que está realizando un Magíster o por un máximo de cuatro años, si se trata de un Doctorado. El Crédito CAE incluye un seguro de desgravamen e invalidez sin costo para el alumno.

### Reformas de 2012
En 2011 los estudiantes alzaron la voz y pusieran este tema como una de las tantas demandas estudiantiles para mejorar la educación en Chile. Después de varias manifestaciones y paralización de clases en la mayoría de los establecimientos de educación superior y secundaria en Chile, además de la gran cantidad tomas en los colegios secundarios en algunas regiones, donde se puso en palestra el tema del endeudamiento estudiantil, el ministro de educación, Felipe Bulnes, anunció el 17 de agosto de 2011 una serie de medidas que reforman el Crédito:[cita requerida]
1. El gobierno asumirá el costo fiscal de 100 mil millones de pesos anuales para bajar la tasa de interés del CAE del 5,8 % al 2 %.
2. Las cuotas no podrán exceder el 10 % de los ingresos formales del deudor.
3. Se aumentará la cobertura, el crédito quedará accesible a cualquiera que lo solicite.
4. El alumno podrá solicitar la suspensión del pago de la cuotas del crédito por cesantía o desempleo por un periodo de 6 meses, renovables por otro seis meses y así sucesivamente, indefinidamente.
5. Si se trabaja en comunas necesitadas, se puede solicitar al Estado que reembolse el monto anual de las cuotas del CAE por cada año de servicio laboral prestado en alguna de esas comunas más necesitadas.

### Anuncio de Reformas

#### Durante el segundo gobierno de Michelle Bachelet
Durante el segundo gobierno de Michelle Bachelet se envió un proyecto de ley que termina con el CAE y reestructura el crédito en uno nuevo con las siguientes características:[cita requerida]
1. Si alguien gana menos de $400 mil mensuales la cuota a pagar es cero al igual que el interés, es decir, "si no puede pagar no paga" y su deuda "no seguirá creciendo".
2. Si la persona gana entre $400 mil y $1 millón 220 mil mensuales, "la cuota a pagar es el 10% del sueldo y el interés anual es del 2%".
3. Si se gana más del monto "la cuota a pagar es de 15% del sueldo y el interés del 4% cuando el sueldo sea superior a $2 millones 300 mil".
4. el crédito concluye con el pago total de la deuda o si se cumplen 10 años y el saldo adeudado es menor a 25 UTM.
5. El proyecto considera la posibilidad de renegociar la deuda del CAE. La idea es que los deudores puedan repactar y continuar con este nuevo régimen.

#### Durante el segundo gobierno de Sebastián Piñera
Durante la primera cuenta pública del segundo gobierno de Sebastián Piñera, se propuso finalizar con el CAE y el Fondo Solidario, reemplazándose por un crédito "solidario" bajo las siguientes garantías:[cita requerida]
1. Lo administrará una sociedad anónima estatal, guiada por la Tesorería General de la República, eliminando a la banca privada.
2. Será para todos los estudiantes que estén en los 9 primeros deciles que estudien en una institución de educación superior acreditada, para los que entren a la universidad será necesario 475 puntos en la prueba PSU como mínimo o un NEM de 5.3 o superior.
3. Financiará el arancel regulado y un porcentaje del arancel real, como tope 1,5 del arancel regulado, las instituciones deben garantizar que el 60% más vulnerable no copague mientras estudie.
4. Tendrá como tasa de interés el 2% real anual.
5. Tendrá un máximo de 180 cuotas (15 años) como máximo al 10% de la renta anual real, una vez cumplido los 15 años, el crédito se condonará, incluso si se solicita suspensión de cuotas durante los 15 años.
6. Se podrá migrar del CAE a este nuevo crédito.

#### Durante el gobierno de Gabriel Boric
Durante la campaña y el gobierno de Gabriel Boric, se propuso una serie de reformas sobre el sistema educacional y el sistema de créditos, que incluirían al CAE: 
1. Condonación del CAE y del Fondo Solidario, vía compra y pago de la deuda por parte del estado a largo plazo.
2. Creación de un sistema único de crédito universitario, bajo las siguientes premisas
  1. Será transitorio hasta alcanzar la gratuidad universal en la educación superior.
  2. Lo administrará un ente público, eliminando a la banca privada.
  3. Tendrá un componente de solidaridad, el crédito no exigirá nivel socioeconómico, notas ni puntaje.
  4. No cobrará interés alguno sobre el monto prestado.

## Requisitos de un aval o tutor

### Requisitos generales
- Tener la nacionalidad chilena.
- Que el aval o tutor no esté matriculado en ninguna institución de la Comisión Nacional de Acreditación (siendo su propio aval).
- Condición socioeconómica que justifique la necesidad del beneficio.
- Matricularse en una carrera de pregrado en una institución de educación superior acreditada y perteneciente al sistema de créditos con garantía del estado.
- No haber egresado de una carrera de nivel universitario financiada por el “Fondo Solidario de Crédito Universitario”.
- Llenar correctamente el formulario único de acreditación socioeconómica (FUAS).

### Requisitos para estudiantes que ingresan a primer año
- Promedio PSU (Prueba de Selección Universitaria) mayor o igual a 475 puntos.
- Promedio de Notas en la enseñanza media (NEM) mayor o igual 5,3 para institutos profesionales o centros de formación técnica.

### Requisitos para estudiantes que ya cursan una carrera
- Haber aprobado el 70% de sus cursos los últimos dos semestres.

Nota: Hay universidades que pueden pedir requisitos adicionales para aceptar alumnos matriculados con el crédito.

## Casas de estudio partícipes del CGE
| - Pontificia Universidad Católica de Chile - Pontificia Universidad Católica de Valparaíso - Universidad Arturo Prat - Universidad Austral de Chile - Universidad Católica de la Santísima Concepción - Universidad Católica de Temuco - Universidad Católica del Maule - Universidad Católica del Norte - Universidad de Antofagasta - Universidad de Atacama - Universidad de Chile - Universidad de Concepción - Universidad de La Frontera - Universidad de Los Lagos - Universidad de Magallanes - Universidad de Santiago de Chile - Universidad de Talca - Universidad de Tarapacá - Universidad de Valparaíso - Universidad del Bío-Bío - Universidad de La Serena - Universidad de Playa Ancha de Ciencias de la Educación - Universidad Metropolitana de Ciencias de la Educación - Universidad Técnica Federico Santa María - Universidad Tecnológica Metropolitana UTEM | - Universidad Academia de Humanismo Cristiano - Universidad Adolfo Ibáñez - Universidad Adventista de Chile - Universidad Alberto Hurtado - Universidad Autónoma de Chile - Universidad Bernardo O'Higgins - Universidad Católica Cardenal Raúl Silva Henríquez - Universidad Central de Chile - Universidad de Las Américas - Universidad de Los Andes - Universidad de Viña del Mar - Universidad del Desarrollo - Universidad Diego Portales - Universidad Finis Terrae - Universidad Internacional SEK - Universidad Mayor - Universidad Nacional Andrés Bello - Universidad Pedro de Valdivia - Universidad San Sebastián - Universidad Santo Tomás - Universidad Tecnológica de Chile Inacap - Universidad UNIACC | - Instituto Profesional Virginio Gómez - Ip Escuela de Contadores Auditores - Instituto Profesional Santo Tomás - Instituto Profesional Valle Central - Instituto Profesional Los Leones - Instituto Profesional Providencia - Instituto Profesional Inacap - Instituto Profesional Escuela Moderna de Música - Instituto Profesional de Chile - Instituto Profesional DuocUC - Instituto Profesional AIEP - Instituto de Estudios Bancarios Guillermo Subercaseaux - Instituto Profesional de Arte Y Comunicación Arcos | - CFT Cámara de Comercio de Santiago - CFT del Medio Ambiente - Centro de Formación Técnica Santo Tomás - Centro de Formación Técnica Instituto Tecnológico de Chile Itc - CFT Barros Arana - Centro de Formación Técnica San Agustín - Centro de Formación Técnica Inacap Antofagasta - Centro de Formación Técnica DuocUC - Centro de Formación Técnica Inacap - Centro de Formación Técnica De Tarapacá - Centro de Formación Técnica Duoc - Ceduc UCN - Centro de Formación Técnica Andrés Bello |